# Bokjusan
Bokjusan (koreanska: 복주산) är ett berg i Sydkorea.   Det ligger i provinsen Gangwon, i den norra delen av landet, 80 km nordost om huvudstaden Seoul. Toppen på Bokjusan är 1 054 meter över havet.
Terrängen runt Bokjusan är huvudsakligen kuperad. Runt Bokjusan är det ganska tätbefolkat, med 83 invånare per kvadratkilometer. Närmaste större samhälle är Hwacheon-eup, 18,7 km öster om Bokjusan. I omgivningarna runt Bokjusan växer i huvudsak blandskog.